# Sűrűségmátrix
A sűrűségmátrix kevert kvantumállapotok leírására szolgál. Neumann János vezette be 1927-ben. Más források szerint Lev Landau és Felix Bloch is felfedezte Neumann Jánostól függetlenül.[forrás?]

## Tulajdonságai
Egy kvadratikus mátrix akkor és csak akkor lehet egy kvantumrendszer sűrűségmátrixa, ha
{\displaystyle {\hat {\rho }}^{+}={\hat {\rho }},}
{\displaystyle {\hat {\rho }}\geq 0,}
{\displaystyle \mathrm {Tr} ({\hat {\rho }})=1,}
ahol {\displaystyle {\hat {\rho }}^{+}} a {\displaystyle {\hat {\rho }}} mátrix hermitikus konjugáltját jelöli.

## Dekompozíció
Minden sűrűségmátrix felírható tiszta állapotok keverékeként
{\displaystyle {\hat {\rho }}=\sum _{k}p_{k}\vert \Psi _{k}\rangle \langle \Psi _{k}\vert ,}
ahol a {\displaystyle \vert \Psi _{k}\rangle } állapotok páronként ortogonálisak, {\displaystyle p_{k}\geq 0} és {\displaystyle \sum _{k}p_{k}=1.}

## Várható érték és mérés
Egy hermitikus operátor {\displaystyle {\hat {A}}} várható értéke megkapható a sűrűségmátrix segítségével
{\displaystyle \langle {\hat {A}}\rangle =\mathrm {Tr} ({\hat {\rho }}{\hat {A}}).}
Egy {\displaystyle {\hat {P}}} projektor hatását a rendszer kvantumállapotára a
{\displaystyle {\hat {\rho }}={\frac {{\hat {P}}{\hat {\rho }}{\hat {P}}}{\mathrm {Tr} ({\hat {P}}{\hat {\rho }})}}}
formula adja. Ez alapján, ha egy {\displaystyle {\hat {A}}} hermitikus operátor
felbontását
{\displaystyle {\hat {A}}=\sum _{k}a_{k}{\hat {P}}_{k}}
adja, ahol {\displaystyle {\hat {P}}_{k}} egymásra ortogonális projektorok,
és az operátor mérésekor {\displaystyle a_{n}} eredményt kaptunk, akkor
a rendszer állapota a mérés után
{\displaystyle {\hat {\rho }}'={\frac {{\hat {P}}_{n}{\hat {\rho }}{\hat {P}}_{n}}{\mathrm {Tr} ({\hat {P}}_{n}{\hat {\rho }})}}}